# Número de registro Beilstein
El número de registro Beilstein es una forma de identificar compuestos similares al número de registro CAS. Es el identificador único para compuestos en la base de datos Beilstein.